# 岸和田市立北中学校
岸和田市立北中学校（きしわだしりつ きたちゅうがっこう）は、大阪府岸和田市春木旭町にある公立中学校。

## 交通
- 南海本線 春木駅 北東へ約500m